# Croatie aux Jeux olympiques d'hiver de 2010
Cet article contient des informations sur la participation et les résultats de la Croatie aux Jeux olympiques d'hiver de 2010 à Vancouver au Canada.

## Cérémonies d'ouverture et de clôture

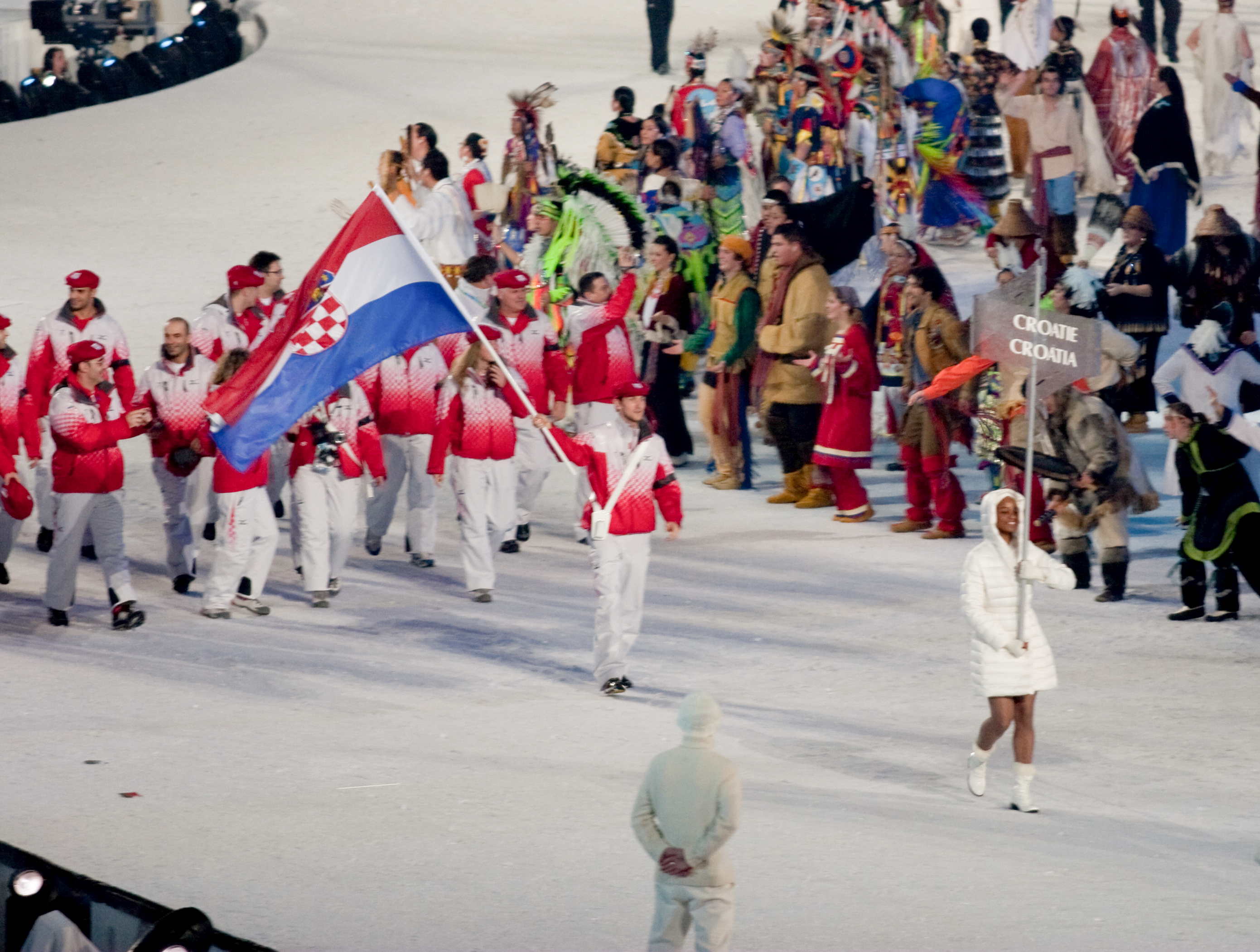
Entrée de la délégation croate lors de la cérémonie d'ouverture.

Comme cela est de coutume, la Grèce, berceau des Jeux olympiques, ouvre le défilé des nations, tandis que le Canada, en tant que pays organisateur, ferme la marche. Les autres pays défilent par ordre alphabétique. La Croatie est la vingtième des 82 délégations à entrer dans le BC Place Stadium de Vancouver au cours du défilé des nations durant la cérémonie d'ouverture, après la Colombie et avant Chypre. Cette cérémonie est dédiée au lugeur géorgien Nodar Kumaritashvili, mort la veille après une sortie de piste durant un entraînement. Le porte-drapeau du pays est le biathlète Jakov Fak.
Lors de la cérémonie de clôture qui se déroule également au BC Place Stadium, les porte-drapeaux des différentes délégations entrent ensemble dans le stade olympique et forment un cercle autour du chaudron abritant la flamme olympique. Le drapeau croate est alors porté par Ivan Šola, spécialiste du bobsleigh.

## Médailles
- Liste des vainqueurs d'une médaille (par ordre chronologique)

### Or
| Sport              | Discipline         | Sportifs           | Performance        |
| Médailles d'or : 0 | Médailles d'or : 0 | Médailles d'or : 0 | Médailles d'or : 0 |
| ------------------ | ------------------ | ------------------ | ------------------ |

### Argent
| Sport                  | Discipline             | Sportifs               | Performance            |
| Médailles d'argent : 2 | Médailles d'argent : 2 | Médailles d'argent : 2 | Médailles d'argent : 2 |
| ---------------------- | ---------------------- | ---------------------- | ---------------------- |
| Ski alpin              | Super-combiné hommes   | Ivica Kostelić         | 2 min 45 s 25          |
| Ski alpin              | Slalom hommes          | Ivica Kostelić         | 1 min 39 s 48          |

### Bronze
| Sport                   | Discipline              | Sportifs                | Performance             |
| Médailles de bronze : 1 | Médailles de bronze : 1 | Médailles de bronze : 1 | Médailles de bronze : 1 |
| ----------------------- | ----------------------- | ----------------------- | ----------------------- |
| Biathlon                | Sprint 10 km hommes     | Jakov Fak               | 24 min 21 s 8           |

## Engagés par sport

### Biathlon
Hommes
- Jakov Fak

Femmes
- Andrijana Stipaničić

### Bobsleigh
Hommes
- Slaven Krajačić
- Igor Marić
- Mate Mezulić
- Ivan Šola

### Ski alpin
Hommes
- Ivica Kostelić  (super-combiné),  (slalom)
- Danko Marinelli
- Ivan Ratkić
- Dalibor Šamšal
- Natko Zrnčić-Dim

Femmes
- Matea Ferk
- Nika Fleiss
- Ana Jelušić
- Sofija Novoselić
- Tea Palić

### Ski de fond
Hommes
- Andrej Burić

Femmes
- Nina Broznić

## Aspects extra-sportifs

### Diffusion des Jeux à Monaco
Les Jeux olympiques de Vancouver ne sont diffusés par aucune chaîne de télévision nationale. Les monégasques peuvent suivre les épreuves olympiques en regardant en clair les chaînes françaises du groupe France Télévisions, ainsi que sur le câble et le satellite sur Eurosport. France Télévisions, Eurosport et Eurovision permettent d'assurer la couverture médiatique monégasque sur internet.

### Timbres
À l'occasion de ces Jeux olympiques, la poste croate émet un timbre dont les illustrations reprennent le logo du Comité d'organisation des Jeux olympiques et paralympiques d'hiver de 2010 à Vancouver (COVAN).